# Direitos LGBT na Rússia

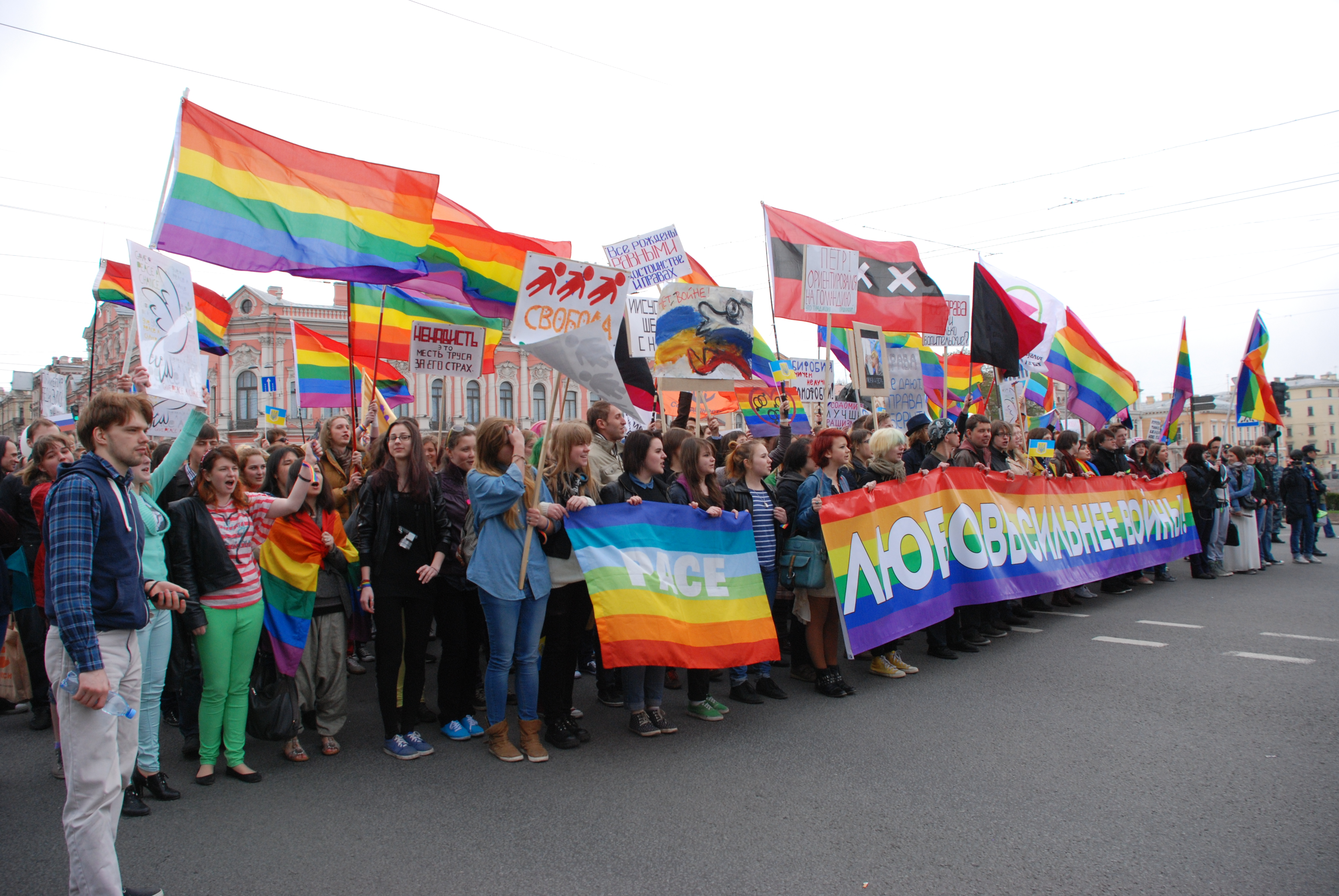
Ativistas LGBT em São Petersburgo.

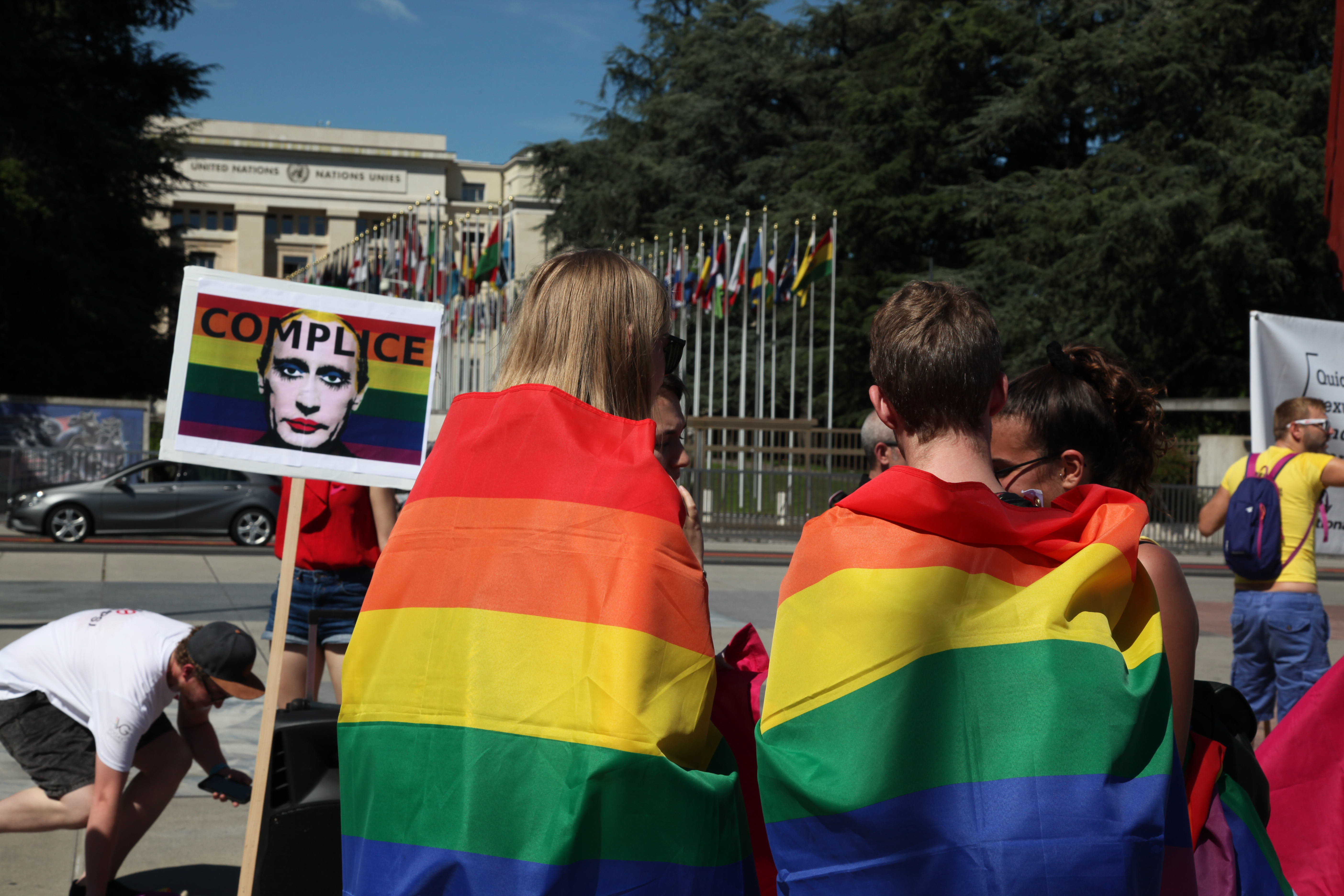
Protesto em Genebra, Suíça, contra a perseguição chechena a pessoas LGBT.

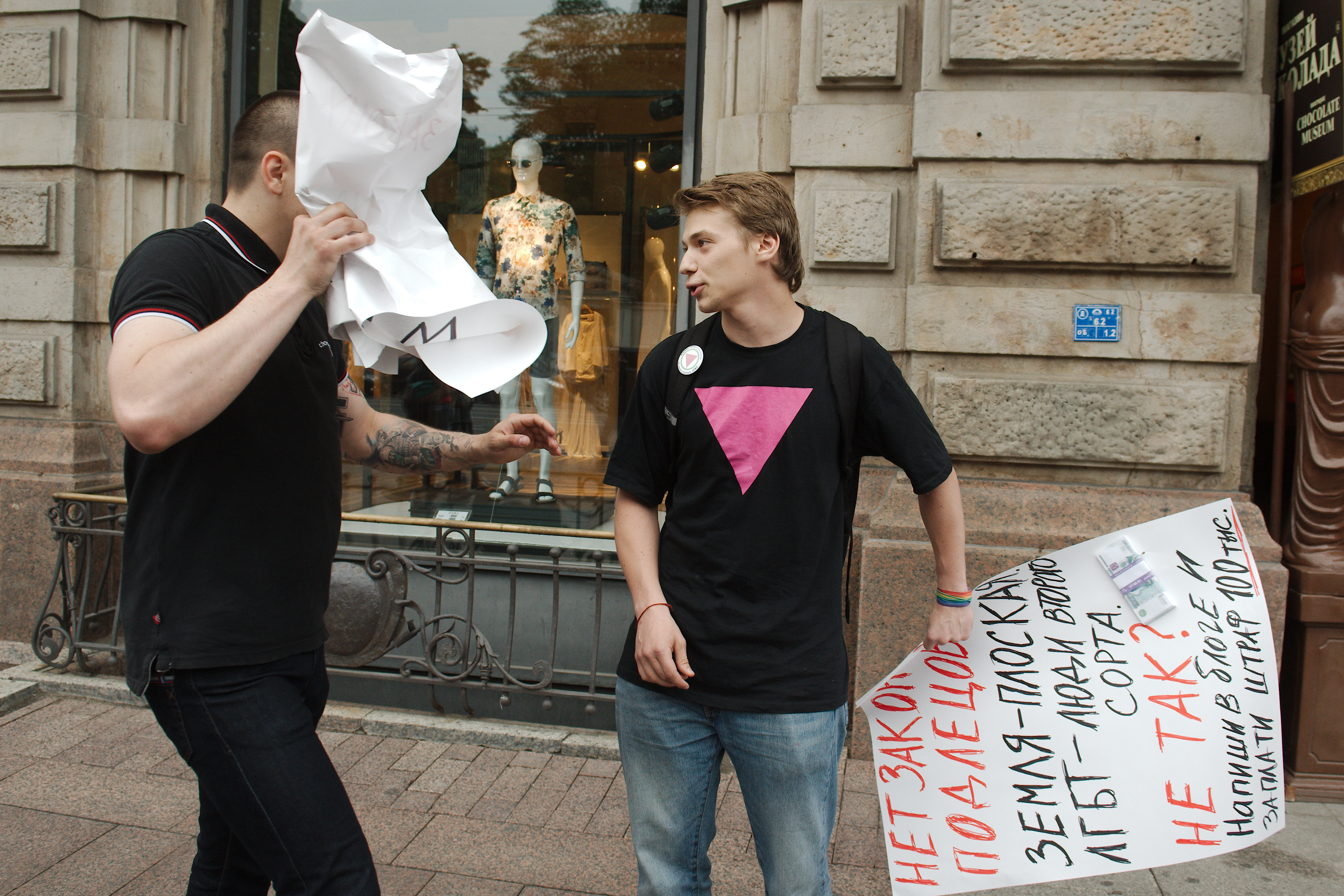
Ativista LGBT é atacado em São Petersburgo.

Lésbicas, gays, bissexuais e transgêneros (LGBT) na Rússia enfrentam desafios legais e sociais não experimentados por pessoas que não são LGBT. As leis afirmam que a atividade sexual consentida e em privado entre adultos do mesmo sexo foi despenalizada em 1993, com uma idade de consentimento de 16 anos. No entanto, existem leis de "propaganda" que pode punir com multas ou prisões, com execuções toleradas. Na Chechênia, que é parte da Rússia, pessoas LGBT podem sofrer torturas, castigos corporais, assassinatos, trabalho forçado em um campo de concentração ou multas. Casais do mesmo sexo e famílias chefiadas por casais do mesmo sexo não são elegíveis para as proteções legais disponíveis para casais de sexo oposto e, atualmente, não há leis que proíbam a discriminação em relação à orientação sexual. As pessoas transgênero podem mudar seu gênero legalmente após a cirurgia de redesignação sexual, no entanto, atualmente não há leis que proíbam a discriminação em relação à identidade ou expressão de gênero e leis recentes podem discriminar os residentes transgêneros. A homossexualidade foi desclassificada como doença mental no país em 1999 e, embora gays e lésbicas tenham permissão para servir abertamente nas forças armadas, existe uma política não oficial semelhante ao "Don't ask, don't tell", que vigorou nos Estados Unidos até 2010.
A Rússia é vista como socialmente conservadora em relação à homossexualidade, com pesquisas recentes que indicam que a maioria dos russos é contra a aceitação apoiam leis que discriminam os homossexuais. Apesar de receber críticas internacionais pelo recente aumento na discriminação social, crimes e violência contra pessoas LGBT, cidades maiores, como Moscou e São Petersburgo, geralmente têm uma comunidade LGBT próspera. No entanto, houve uma resistência histórica contra paradas LGBT pelos governos locais; apesar de ser multado pelo Tribunal Europeu dos Direitos do Homem em 2010 por discriminação, o governo da cidade de Moscou negou 100 pedidos individuais de permissão para manter a Parada do Orgulho de Moscou até 2012, citando o risco de violência contra os participantes.
No século XXI, a Rússia começou a receber atenção mundial para o tratamento legal recebido por seus cidadãos LGBT, que foi referido como uma das piores violações dos direitos humanos na era pós-soviética. Desde 2006, várias regiões da Rússia promulgaram diversas leis que restringiram a distribuição para menores de idade de materiais sobre conscientização das relações LGBT; em junho de 2013, uma lei federal que criminaliza a distribuição de materiais entre menores em apoio a relações sexuais "não tradicionais" foi promulgada como uma emenda a uma lei de proteção à criança que já existia. A lei resultou em inúmeras detenções de cidadãos LGBT russos e tem sido o ponto principal de uma onda de propaganda, violência e até mesmo crimes de ódio homofóbicos, muitos dos quais usam a lei como justificativa. A lei recebeu críticas internacionais de observadores de direitos humanos, ativistas LGBT e de meios de comunicação por ser encarada como uma maneira de recriminalizar as pessoas LGBT do país. A historiadora russa e ativista de direitos humanos Lyudmila Alexeyeva chamou de "um passo em direção à Idade Média". Em janeiro de 2016, a Duma Federal rejeitou uma proposta do Partido Comunista da Federação Russa para punir as pessoas que expressam publicamente sua homossexualidade com multas e prisões.